# Kar-Plateau
Das Kar-Plateau ist ein hauptsächlich schneebedecktes Hochplateau an der Scott-Küste des ostantarktischen Viktorialands. Mit einem fast vertikalen Abhang auf der Südseite liegt es  nördlich des Mündungsgebiets des Mackay-Gletschers am Ufer des Granite Harbor. Am nordwestlichen Ende geht es seicht in die Gipfelregion des Mount Marston über.
Teilnehmer der Terra-Nova-Expedition (1910–1913) unter der Leitung des britischen Polarforschers Robert Falcon Scott kartierten und benannten es. Benannt ist es nach dem türkischen Begriff „Kar“ für Schnee.